# Kutiá
Kutiá (pronuncia-se "kútia" em polaco) é um tipo de doce de trigo e sementes de papoula (similar à canjica). É tradicional das cozinhas eslavas, como a russa, ucraniana, polonesa e bielorrussa. Comumente servido em ceias natalinas, representa um dos doze apóstolos.
No Brasil, é comum no Paraná devido a grande presença de descendentes de imigrantes eslavos.